# لعنة كارما (مسلسل)
لعنة كارما هو مسلسل تلفزيوني مصري من إخراج خيري بشارة، وإنتاج ممدوح شاهين تحت راية "شركة M.G.R للإنتاج الفني". من بطولة هيفاء وهبي إلى جانب العديد من الفنانين والوجوه المصرية. عرض المسلسل في 17 مايو 2018، وبث بشكل حصري في رمضان 1439 هـ على شبكة تليفزيون النهار.

## القصة
تدور أحداث المسلسل حول امرأة تقوم بعمليات نصب دولية محترفة وتقع في غرام أحد ضحاياها، وهو ما يؤدي إلى دخولها السجن.

## طاقم العمل
- الممثلون
  - هيفاء وهبي
  - شيرين
  - عبير عيسى
  - سامح الصريطي
  - فارس رحومة
  - محمد سليمان
  - محمد الليثي
  - ضياء عبد الخالق
- تأليف: عبير سليمان
- المخرج: خيري بشارة
- المخرج الابداعي: عصام حلمي

## قنوات العرض الأول
عرض لأول مرة بتاريخ 1 رمضان 1439 هـ الموافق 17 مايو 2018 على القنوات الآتية:
- قناة نايل دراما
- قناة نايل لايف
- شبكة تليفزيون النهار.[2][4]
- القاهرة والناس
- القاهرة والناس 2
- قناة المحور.[7]
- قناة صدى البلد
- قناة صدى البلد+2
- النهار وان
- النهار وان 2+
- النهار دراما
- إم بي سي مصر 2

## روابط خارجية
- لعنة كارما على موقع قاعدة بيانات الأفلام العربية
- صفحة العمل على موقع السينما دوت كوم